# 24 Horas de Le Mans de 1967
As 24 Hours of Le Mans de 1967 foi o 35º grande prêmio automobilístico das 24 Horas de Le Mans, tendo acontecido nos dias 10 e 11 de junho 1967 em Le Mans, França no autódromo francês, Circuit de la Sarthe.

## Resultados Finais

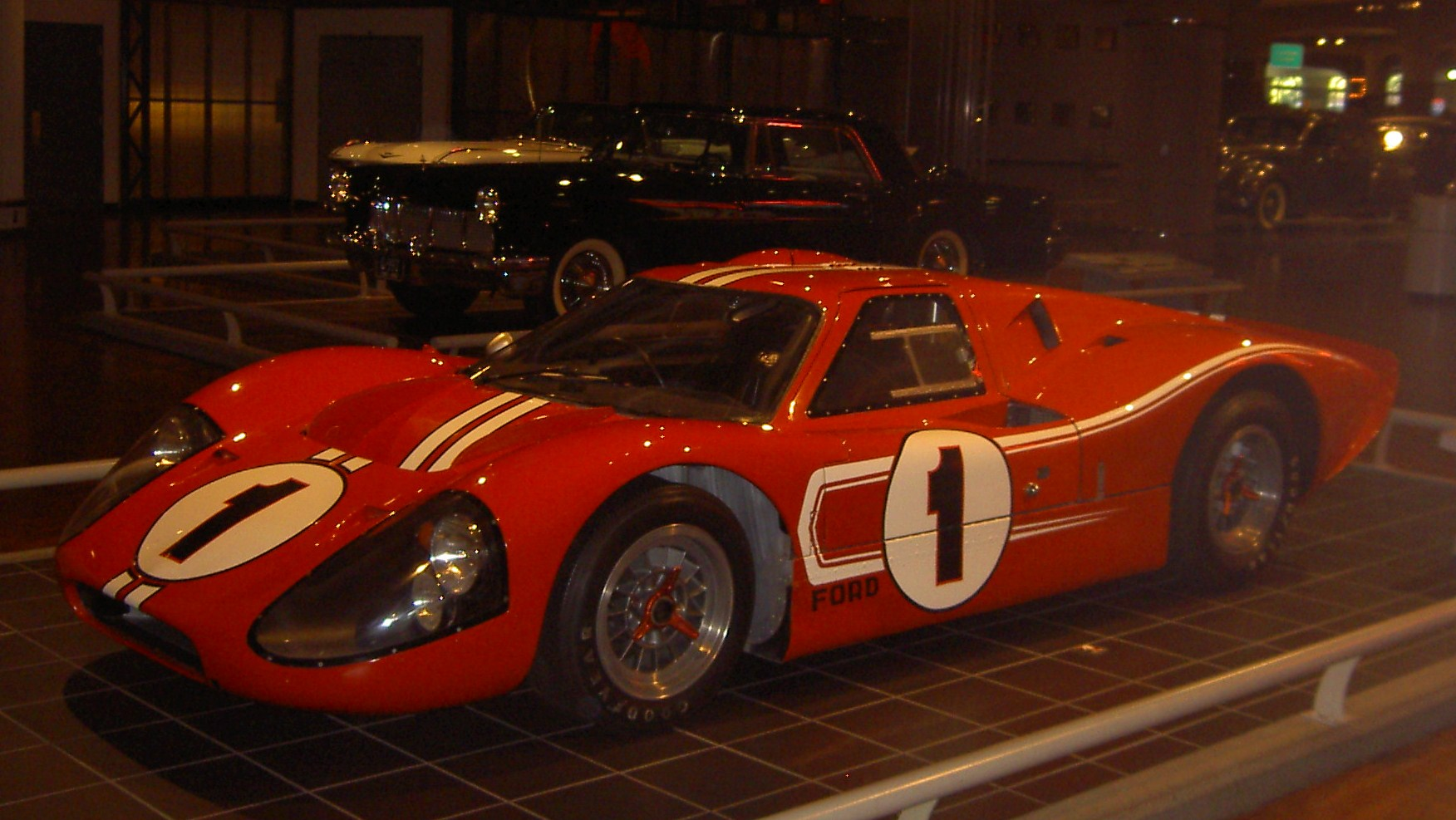
1. 1 Ford GT40 Mk.IV.

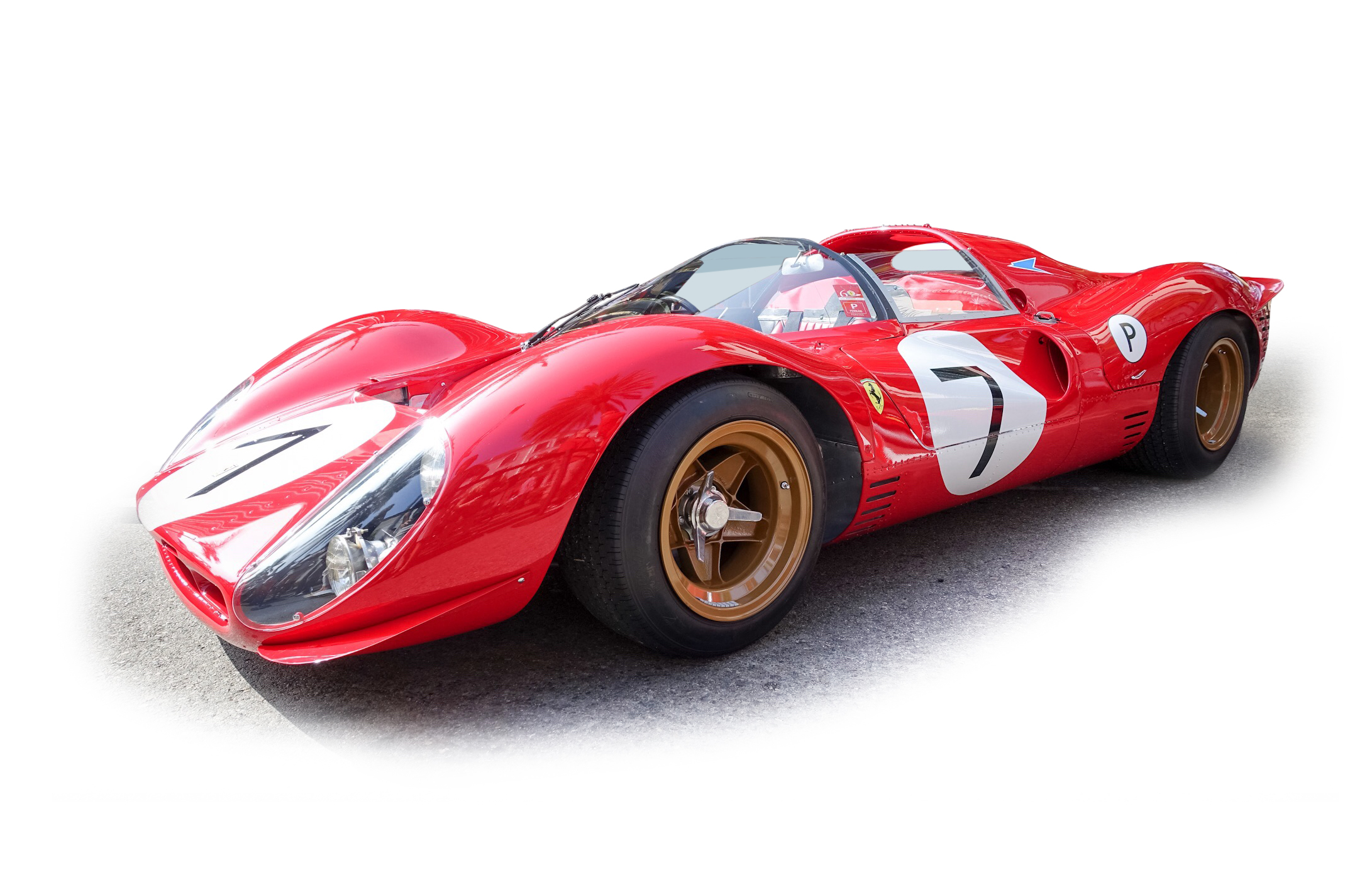
Ferrari 330 P4.

| Pos    | Class   | Nº | Equipe                                            | Pilotos                                  | Chassis                           | Motor                   | Voltas |
| ------ | ------- | -- | ------------------------------------------------- | ---------------------------------------- | --------------------------------- | ----------------------- | ------ |
| 1      | P +5.0  | 1  | Shelby-American Inc.                              | Dan Gurney A. J. Foyt                    | Ford GT40 Mk.IV                   | Ford 7.0L V8            | 388    |
| 2      | P 5.0   | 21 | SpA Ferrari SEFAC                                 | Ludovico Scarfiotti Mike Parkes          | Ferrari 330 P4                    | Ferrari 4.0L V12        | 384    |
| 3      | P 5.0   | 24 | Equipe Nationale Belge                            | Willy Mairesse Jean Blaton               | Ferrari 330 P4                    | Ferrari 4.0L V12        | 377    |
| 4      | P +5.0  | 2  | Shelby-American Inc.                              | Bruce McLaren Mark Donohue               | Ford GT40 Mk.IV                   | Ford 7.0L V8            | 359    |
| 5      | P 2.0   | 41 | Porsche System Engineering                        | Jo Siffert Hans Herrmann                 | Porsche 907/6L                    | Porsche 2.0L Flat-6     | 358    |
| 6      | P 2.0   | 38 | Porsche System Engineering                        | Rolf Stommelen Jochen Neerpasch          | Porsche 910/6K                    | Porsche 2.0L Flat-6     | 351    |
| 7      | S 2.0   | 37 | Porsche System Engineering                        | Vic Elford Ben Pon                       | Porsche 906K Carrera 6            | Porsche 2.0L Flat-6     | 327    |
| 8      | S 2.0   | 66 | Christian Poirot                                  | Christian Poirot Gerhard Koch            | Porsche 906 Carrera 6             | Porsche 2.0L Flat-6     | 321    |
| 9      | P 1.3   | 46 | Société des Automobiles Alpine                    | Henri Grandsire José Rosinski            | Alpine A210                       | Renault-Gordini 1.3L I4 | 321    |
| 10     | P 1.3   | 49 | Ecurie Savin-Calberson                            | André de Cortanze Alain LeGuellec        | Alpine A210                       | Renault-Gordini 1.3L I4 | 318    |
| 11     | GT 5.0  | 28 | Scuderia Filipinetti                              | Dieter Spoerry Gianwirco Steinemann      | Ferrari 275 GTB/C                 | Ferrari 3.3L V12        | 317    |
| 12     | P 1.3   | 48 | Ecurie Savin-Calberson                            | Roger Delageneste Jacques Cheinisse      | Alpine A210                       | Renault-Gordini 1.3L I4 | 311    |
| 13     | P 1.6   | 45 | Société des Automobiles Alpine                    | Mauro Bianchi Jean Vinatier              | Alpine A210                       | Renault-Gordini 1.5L I4 | 311    |
| 14     | GT 2.0  | 42 | Auguste Veuillet                                  | Robert Buchet Herbert Linge              | Porsche 911S                      | Porsche 2.0L Flat-6     | 308    |
| 15     | P 1.3   | 51 | Donald Healey Motor Company                       | Clive Baker Andrew Hedges                | Austin-Healey Sprite Le Mans      | BMC 1.3L I4             | 289    |
| 16     | P 1.3   | 64 | Ecurie du Maine                                   | Marcel Martin Jean Mesange               | Abarth 1300OT                     | Fiat 1.3L I4            | 262    |
| 17 DNF | P 5.0   | 19 | SpA Ferrari SEFAC                                 | Günter Klass Peter Sutcliffe             | Ferrari 330 P4                    | Ferrari 4.0L V12        | 296    |
| 18 DNF | P +5.0  | 57 | Shelby-American Inc.                              | Ronnie Bucknum Paul Hawkins              | Ford GT40 Mk.IIB                  | Ford 7.0L V8            | 271    |
| 19 DNF | P +5.0  | 7  | Chaparral Cars Inc.                               | Phil Hill Mike Spence                    | Chaparral 2F                      | Chevrolet 7.0L V8       | 225    |
| 20 DNF | P 1.3   | 47 | Société des Automobiles Alpine                    | Jean-Claude Andruet Robert Bouharde      | Alpine A210                       | Renault-Gordini 1.3L I4 | 219    |
| 21 DNF | P 5.0   | 23 | Maranello Concessionaires                         | Richard Attwood Piers Courage            | Ferrari 412P                      | Ferrari 4.0L V12        | 208    |
| 22 DNF | P 1.15  | 56 | Ecurie Savin-Calberson                            | Gérard Larrousse Patrick Depailler       | Alpine A210                       | Renault-Gordini 1.0L I4 | 204    |
| 23 DNF | P 1.15  | 55 | North American Racing Team (NART)                 | Jean-Luc Thérier Francois Chevalier      | Alpine M64                        | Renault-Gordini 1.0L I4 | 201    |
| 24 DNF | P +5.0  | 3  | Holman & Moody                                    | Mario Andretti Lucien Bianchi            | Ford GT40 Mk.IV                   | Ford 7.0L V8            | 188    |
| 25 DNF | P +5.0  | 6  | Holman & Moody Ford France S.A.                   | Jo Schlesser Guy Ligier                  | Ford GT40 Mk.IIB                  | Ford 7.0L V8            | 183    |
| 26 DNF | S 5.0   | 16 | Ford France S.A.                                  | Pierre Dumay Henri Greder                | Ford GT40 Mk.I                    | Ford 4.7L V8            | 179    |
| 27 DNF | P +5.0  | 5  | Holman & Moody                                    | Roger McCluskey Frank Gardner            | Ford GT40 Mk.IIB                  | Ford 7.0L V8            | 179    |
| 28 DNF | GT +5.0 | 9  | Dana Chevrolet Inc.                               | Bob Bondurant Dick Guldstrand            | Chevrolet Corvette                | Chevrolet 7.0L V8       | 167    |
| 29 DNF | P 2.0   | 29 | Equipe Matra Sports                               | Jean-Pierre Beltoise Johnny Servoz-Gavin | Matra MS630                       | BRM 2.0L V8             | 155    |
| 30 DNF | P 5.0   | 25 | North American Racing Team (NART)                 | Pedro Rodriguez Giancarlo Baghetti       | Ferrari 412P                      | Ferrari 4.0L V12        | 144    |
| 31 DNF | GT 2.0  | 67 | Pierre Boutin                                     | Pierre Boutin Patrice Sanson             | Porsche 911S                      | Porsche 2.0L Flat-6     | 134    |
| 32 DNF | GT 2.0  | 60 | Philippe Farjon                                   | Philippe Farjon André Wicky              | Porsche 911S                      | Porsche 2.0L Flat-6     | 126    |
| 33 DNF | S 5.0   | 18 | Scuderia Filipinetti                              | Umberto Maglioli Mario Casoni            | Ford GT40 Mk.I                    | Ford 4.7L V8            | 116    |
| 34 DNF | P 5.0   | 20 | SpA Ferrari SEFAC                                 | Chris Amon Nino Vaccarella               | Ferrari 330 P3 Spyder             | Ferrari 4.0L V12        | 105    |
| 35 DNF | P 2.0   | 40 | Porsche System Engineering                        | Gerhard Mitter Jochen Rindt              | Porsche 907/6L                    | Porsche 2.0L Flat-6     | 103    |
| 36 DNF | P +5.0  | 8  | Chaparral Cars Inc.                               | Bob Johnson Bruce Jennings               | Chaparral 2F                      | Chevrolet 7.0L V8       | 91     |
| 37 DNF | P 5.0   | 22 | Scuderia Filipinetti                              | Jean Guichet Herbert Müller              | Ferrari 412P                      | Ferrari 4.0L V12        | 88     |
| 38 DNF | P +5.0  | 4  | Holman & Moody                                    | Denis Hulme Lloyd Ruby                   | Ford GT40 Mk.IV                   | Ford 7.0L V8            | 86     |
| 39 DNF | P 2.0   | 39 | Porsche System Engineering                        | Udo Schütz Joe Buzzetta                  | Porsche 910/6L                    | Porsche 2.0L Flat-6     | 84     |
| 40 DNF | P 1.15  | 58 | Société des Automobiles Alpine                    | Philippe Vidal Leo Cella                 | Alpine A210                       | Renault-Gordini 1.0L I4 | 67     |
| 41 DNF | P +5.0  | 14 | John Wyer Automotive Engineering                  | David Piper Richard Thompson             | Mirage M1 (Ford GT40 Lightweight) | Ford 5.7L V8            | 59     |
| 42 DNF | GT 5.0  | 17 | Claude Dubois                                     | Claude Dubois Chris Tuerlinckx           | Ford-Shelby Mustang GT350         | Ford 4.7L V8            | 58     |
| 43 DNF | P 2.0   | 30 | Equipe Matra Sports                               | Jean-Pierre Jaussaud Henri Pescarolo     | Matra MS630                       | BRM 2.0L V8             | 55     |
| 44 DNF | P 1.6   | 44 | Team Elite                                        | David Preston John Wagstaff              | Lotus Europa Mk.47                | Ford Cosworth 1.6L I4   | 42     |
| 45 DNF | P 1.15  | 53 | S.E.C. Automobiles CD                             | André Guilhaudin Alain Bertaut           | CD SP66C                          | Peugeot 1.1L I4         | 35     |
| 46 DNF | P 5.0   | 26 | North American Racing Team (NART)                 | Ricardo Rodriguez Chuck Parsons          | Ferrari 365 P2                    | Ferrari 4.4L V12        | 30     |
| 47 DNF | P +5.0  | 15 | John Wyer Automotive Engineering                  | Jacky Ickx Brian Muir                    | Mirage M1 (Ford GT40 Lightweight) | Ford 5.7L V8            | 29     |
| 48 DNF | P 1.15  | 52 | S.E.C. Automobiles CD                             | Dennis Dayan Claude Ballot-Léna          | CD SP66C                          | Peugeot 1.1L I4         | 25     |
| 49 DNF | P +5.0  | 12 | Lola Cars Ltd. / Team Surtees                     | Peter de Klerk Chris Irwin               | Lola T70 Mk.III                   | Aston Martin 5.0L V8    | 25     |
| 50 DNF | S 5.0   | 62 | John Wyer Automotive Engineering / Viscount Downe | Mike Salmon Brian Redman                 | Ford GT40 Mk.I                    | Ford 4.7L V8            | 20     |
| 51 DNF | P 1.15  | 54 | Roger Nathan Racing Ltd.                          | Roger Nathan Mike Beckwith               | Costin Nathan                     | Hillman 1.0L I4         | 15     |
| 52 DNF | P 1.3   | 50 | Marcos Racing Ltd.                                | Chris J. Lawrence Jem Marsh              | Marcos Mini Marcos GT             | BMC 1.3L I4             | 13     |
| 53 DNF | P +5.0  | 11 | Lola Cars Ltd. / Team Surtees                     | John Surtees David Hobbs                 | Lola T70 Mk.III                   | Aston Martin 5.0L V8    | 3      |
| 54 DNF | GT 2.0  | 43 | "Franc"                                           | Jacques Dewes Anton Fischhaber           | Porsche 911S                      | Porsche 2.0L Flat-6     | 2      |

Legenda :DNQ = Não largou - DNF = Abandono - NC = Não classificado - DSQ= Desqualificado